# أندرو فوربس
أندرو فوربس (بالإنجليزية: Andrew Forbes)‏ هو موسيقي بريطاني، ولد في 1993 في اسكتلندا في المملكة المتحدة.

## وصلات خارجية
- أندرو فوربس على موقع ميوزك برينز (الإنجليزية)
- الموقع الرسمي